# 赫利俄斯嶺
77°26′S 162°28′E / 77.433°S 162.467°E
赫利俄斯嶺（Helios Ridge），是南極洲的山嶺，位於維多利亞地，屬於奧林匹斯山脈的一部分，長8公里，以希臘神話的太陽神赫利奧斯命名，現時由南極條約體系管理。

## 外部連結
. . United States Geological Survey.   [2012-06-09].